# Collegio di Wythenshawe and Sale East
Wythenshawe and Sale East è un collegio elettorale situato nella Grande Manchester, nel Nord Ovest dell'Inghilterra, e rappresentato alla Camera dei comuni del Parlamento del Regno Unito. Elegge un membro del parlamento con il sistema first-past-the-post, ossia maggioritario a turno unico; l'attuale parlamentare è Mike Kane del Partito Laburista, che rappresenta il collegio dal 2014.

## Estensione

Wythenshawe and Sale East dal 2010 al 2024

- 1997-2010: i ward della Città di Manchester di Baguley, Benchill, Brooklands, Northenden, Sharston e Woodhouse Park, e i ward del Metropolitan Borough of Trafford di Brooklands, Priory e Sale Moor.
- dal 2010: i ward della Città di Manchester di Baguley, Brooklands, Northenden, Sharston e Woodhouse Park e i ward del Metropolitan Borough of Trafford di Brooklands, Priory e Sale Moor.

Il collegio di Wythenshawe and Sale East è uno dei tre del Metropolitan Borough of Trafford e uno dei cinque della Città di Manchester, e comprende tre dei cinque ward elettorali di Sale e tutti e cinque i ward di Wythenshawe.

## Membri del parlamento
| Elezione | Elezione  | Deputato     | Partito   |
| -------- | --------- | ------------ | --------- |
|          | 1997      | Paul Goggins | Laburista |
| 2014 (S) | Mike Kane |              | Laburista |

## Elezioni

### Elezioni negli anni 2020
| Partito                    | Partito                                | Candidato                  | Risultati 4 luglio 2024 | Risultati 4 luglio 2024 |
| Partito                    | Partito                                | Candidato                  | Voti                    | %                       |
| -------------------------- | -------------------------------------- | -------------------------- | ----------------------- | ----------------------- |
|                            | Laburista                              | Mike Kane                  | 20 596                  | 52,63                   |
|                            | Reform UK                              | Julie Fousert              | 5 986                   | 15,30                   |
|                            | Conservatore                           | Sarah Beament              | 5 392                   | 13,78                   |
|                            | Verdi                                  | Melanie Earp               | 4 133                   | 10,56                   |
|                            | Lib Dem                                | Simon Lepori               | 1 985                   | 5,07                    |
|                            | Workers                                | John Barstow               | 714                     | 1,82                    |
|                            | SDP                                    | Hilary Salt                | 326                     | 0,83                    |
|                            |                                        |                            |                         |                         |
| Iscritti                   | Iscritti                               | Iscritti                   | 77 765                  | 100,00                  |
| ↳ Votanti (% su iscritti)  | ↳ Votanti (% su iscritti)              | ↳ Votanti (% su iscritti)  | 39 132                  | 50,32                   |
| ↳ Astenuti (% su iscritti) | ↳ Astenuti (% su iscritti)             | ↳ Astenuti (% su iscritti) | 38 633                  | 49,68                   |
|                            |                                        |                            |                         |                         |
|                            | Esito: collegio confermato a Laburista |                            |                         |                         |

### Elezioni negli anni 2010
| Partito                    | Partito                                | Candidato                  | Risultati 12 dicembre 2019 | Risultati 12 dicembre 2019 |
| Partito                    | Partito                                | Candidato                  | Voti                       | %                          |
| -------------------------- | -------------------------------------- | -------------------------- | -------------------------- | -------------------------- |
|                            | Laburista                              | Mike Kane                  | 23 855                     | 53,30                      |
|                            | Conservatore                           | Peter Harrop               | 13 459                     | 30,07                      |
|                            | Lib Dem                                | Simon Lepori               | 3 111                      | 6,95                       |
|                            | Brexit                                 | Julie Fousert              | 2 717                      | 6,07                       |
|                            | Verdi                                  | Robert Nunney              | 1 559                      | 3,48                       |
|                            | Lega Comunista                         | Caroline Bellamy           | 58                         | 0,13                       |
|                            |                                        |                            |                            |                            |
| Iscritti                   | Iscritti                               | Iscritti                   | 76 313                     | 100,00                     |
| ↳ Votanti (% su iscritti)  | ↳ Votanti (% su iscritti)              | ↳ Votanti (% su iscritti)  | 44 884                     | 58,82                      |
| ↳ Astenuti (% su iscritti) | ↳ Astenuti (% su iscritti)             | ↳ Astenuti (% su iscritti) | 31 429                     | 41,18                      |
|                            |                                        |                            |                            |                            |
|                            | Esito: collegio confermato a Laburista |                            |                            |                            |

| Partito                    | Partito                                | Candidato                  | Risultati 8 giugno 2017 | Risultati 8 giugno 2017 |
| Partito                    | Partito                                | Candidato                  | Voti                    | %                       |
| -------------------------- | -------------------------------------- | -------------------------- | ----------------------- | ----------------------- |
|                            | Laburista                              | Mike Kane                  | 28 525                  | 62,22                   |
|                            | Conservatore                           | Fiona Green                | 13 581                  | 29,62                   |
|                            | Lib Dem                                | William Jones              | 1 504                   | 3,28                    |
|                            | UKIP                                   | Mike Bayley-Sanderson      | 1 475                   | 3,22                    |
|                            | Verdi                                  | Dan Jerrome                | 576                     | 1,26                    |
|                            | Indipendente                           | Luckson Francis Augustine  | 185                     | 0,40                    |
|                            |                                        |                            |                         |                         |
| Iscritti                   | Iscritti                               | Iscritti                   | 76 410                  | 100,00                  |
| ↳ Votanti (% su iscritti)  | ↳ Votanti (% su iscritti)              | ↳ Votanti (% su iscritti)  | 45 846                  | 60,00                   |
| ↳ Astenuti (% su iscritti) | ↳ Astenuti (% su iscritti)             | ↳ Astenuti (% su iscritti) | 30 564                  | 40,00                   |
|                            |                                        |                            |                         |                         |
|                            | Esito: collegio confermato a Laburista |                            |                         |                         |

| Partito                    | Partito                                | Candidato                  | Risultati 7 maggio 2015 | Risultati 7 maggio 2015 |
| Partito                    | Partito                                | Candidato                  | Voti                    | %                       |
| -------------------------- | -------------------------------------- | -------------------------- | ----------------------- | ----------------------- |
|                            | Laburista                              | Mike Kane                  | 21 693                  | 50,14                   |
|                            | Conservatore                           | Fiona Green                | 11 124                  | 25,71                   |
|                            | UKIP                                   | Lee Clayton                | 6 354                   | 14,69                   |
|                            | Lib Dem                                | Victor Chamberlain         | 1 927                   | 4,45                    |
|                            | Verdi                                  | Jess Mayo                  | 1 658                   | 3,83                    |
|                            | Monster Raving Loony                   | Johnny Disco               | 292                     | 0,67                    |
|                            | TUSC                                   | Lynn Worthington           | 215                     | 0,50                    |
|                            |                                        |                            |                         |                         |
| Iscritti                   | Iscritti                               | Iscritti                   | 76 033                  | 100,00                  |
| ↳ Votanti (% su iscritti)  | ↳ Votanti (% su iscritti)              | ↳ Votanti (% su iscritti)  | 43 263                  | 56,90                   |
| ↳ Astenuti (% su iscritti) | ↳ Astenuti (% su iscritti)             | ↳ Astenuti (% su iscritti) | 32 770                  | 43,10                   |
|                            |                                        |                            |                         |                         |
|                            | Esito: collegio confermato a Laburista |                            |                         |                         |

| Partito                    | Partito                                | Candidato                  | Risultati 13 febbraio 2014 | Risultati 13 febbraio 2014 |
| Partito                    | Partito                                | Candidato                  | Voti                       | %                          |
| -------------------------- | -------------------------------------- | -------------------------- | -------------------------- | -------------------------- |
|                            | Laburista                              | Mike Kane                  | 13 261                     | 55,34                      |
|                            | UKIP                                   | John Bickley               | 4 301                      | 17,95                      |
|                            | Conservatore                           | Daniel Critchlow           | 3 479                      | 14,52                      |
|                            | Lib Dem                                | Mary Di Mauro              | 1 176                      | 4,91                       |
|                            | Verdi                                  | Nigel Woodcock             | 748                        | 3,12                       |
|                            | BNP                                    | Eddy O'Sullivan            | 708                        | 2,95                       |
|                            | Monster Raving Loony                   | Captain Chaplington-Smythe | 288                        | 1,20                       |
|                            |                                        |                            |                            |                            |
| Iscritti                   | Iscritti                               | Iscritti                   | 85 575                     | 100,00                     |
| ↳ Votanti (% su iscritti)  | ↳ Votanti (% su iscritti)              | ↳ Votanti (% su iscritti)  | 23 961                     | 28,00                      |
| ↳ Astenuti (% su iscritti) | ↳ Astenuti (% su iscritti)             | ↳ Astenuti (% su iscritti) | 61 614                     | 72,00                      |
|                            |                                        |                            |                            |                            |
|                            | Esito: collegio confermato a Laburista |                            |                            |                            |

| Partito                    | Partito                                | Candidato                  | Risultati 6 maggio 2010 | Risultati 6 maggio 2010 |
| Partito                    | Partito                                | Candidato                  | Voti                    | %                       |
| -------------------------- | -------------------------------------- | -------------------------- | ----------------------- | ----------------------- |
|                            | Laburista                              | Paul Goggins               | 17 987                  | 44,14                   |
|                            | Conservatore                           | Janet Clowes               | 10 412                  | 25,55                   |
|                            | Lib Dem                                | Martin Eakins              | 9 107                   | 22,35                   |
|                            | BNP                                    | Bernard Todd               | 1 572                   | 3,86                    |
|                            | UKIP                                   | Christopher Cassidy        | 1 405                   | 3,45                    |
|                            | TUSC                                   | Lynn Worthington           | 268                     | 0,66                    |
|                            |                                        |                            |                         |                         |
| Iscritti                   | Iscritti                               | Iscritti                   | 75 047                  | 100,00                  |
| ↳ Votanti (% su iscritti)  | ↳ Votanti (% su iscritti)              | ↳ Votanti (% su iscritti)  | 40 751                  | 54,30                   |
| ↳ Astenuti (% su iscritti) | ↳ Astenuti (% su iscritti)             | ↳ Astenuti (% su iscritti) | 34 296                  | 45,70                   |
|                            |                                        |                            |                         |                         |
|                            | Esito: collegio confermato a Laburista |                            |                         |                         |

### Elezioni negli anni 2000
| Partito                    | Partito                                | Candidato                  | Risultati 5 maggio 2005 | Risultati 5 maggio 2005 |
| Partito                    | Partito                                | Candidato                  | Voti                    | %                       |
| -------------------------- | -------------------------------------- | -------------------------- | ----------------------- | ----------------------- |
|                            | Laburista                              | Paul Goggins               | 18 878                  | 52,17                   |
|                            | Conservatore                           | Jane E. P. Meehan          | 8 051                   | 22,25                   |
|                            | Lib Dem                                | Alison P. Firth            | 7 766                   | 21,46                   |
|                            | UKIP                                   | William H. Ford            | 1 120                   | 3,10                    |
|                            | Alternativa Socialista                 | Lynn Worthington           | 369                     | 1,02                    |
|                            |                                        |                            |                         |                         |
| Iscritti                   | Iscritti                               | Iscritti                   | 71 793                  | 100,00                  |
| ↳ Votanti (% su iscritti)  | ↳ Votanti (% su iscritti)              | ↳ Votanti (% su iscritti)  | 36 184                  | 50,40                   |
| ↳ Astenuti (% su iscritti) | ↳ Astenuti (% su iscritti)             | ↳ Astenuti (% su iscritti) | 35 609                  | 49,60                   |
|                            |                                        |                            |                         |                         |
|                            | Esito: collegio confermato a Laburista |                            |                         |                         |

| Partito                    | Partito                                | Candidato                  | Risultati 7 giugno 2001 | Risultati 7 giugno 2001 |
| Partito                    | Partito                                | Candidato                  | Voti                    | %                       |
| -------------------------- | -------------------------------------- | -------------------------- | ----------------------- | ----------------------- |
|                            | Laburista                              | Paul Goggins               | 21 032                  | 60,00                   |
|                            | Conservatore                           | Susan Fildes               | 8 424                   | 24,03                   |
|                            | Lib Dem                                | Yasmin Zalzala             | 4 320                   | 12,32                   |
|                            | Verdi                                  | Lance D. Crookes           | 869                     | 2,48                    |
|                            | Laburista Socialista                   | Fred B. Shaw               | 410                     | 1,17                    |
|                            |                                        |                            |                         |                         |
| Iscritti                   | Iscritti                               | Iscritti                   | 72 129                  | 100,00                  |
| ↳ Votanti (% su iscritti)  | ↳ Votanti (% su iscritti)              | ↳ Votanti (% su iscritti)  | 35 055                  | 48,60                   |
| ↳ Astenuti (% su iscritti) | ↳ Astenuti (% su iscritti)             | ↳ Astenuti (% su iscritti) | 37 074                  | 51,40                   |
|                            |                                        |                            |                         |                         |
|                            | Esito: collegio confermato a Laburista |                            |                         |                         |

## Risultati dei referendum

### Referendum sulla permanenza del Regno Unito nell'Unione europea del 2016
|             | Collegio                  | Lasciare UE % | Rimanere in UE % |
| ----------- | ------------------------- | ------------- | ---------------- |
|             | Wythenshawe and Sale East | 49,8%         | 50,2%            |
|             | Inghilterra               | 53,3%         | 46,7%            |
| Regno Unito | 51,9%                     | 48,1%         |                  |